# 圣玛丽街站
圣玛丽街站（英語：St. Marys Street station）是位于马萨诸塞州布鲁克莱恩的无障碍地面轻轨站。车站在灯塔街行车道之间的分隔带中，波士顿轻轨绿线C支线列车在此站停靠。
圣玛丽街是绿线C支线离波士顿大学最近的车站，车站附近商业区有很多受欢迎的餐馆，其繁忙程度在所有C支线车站中排行第二。据2011年统计，车站日均旅客发送量超过1500人。

## 历史

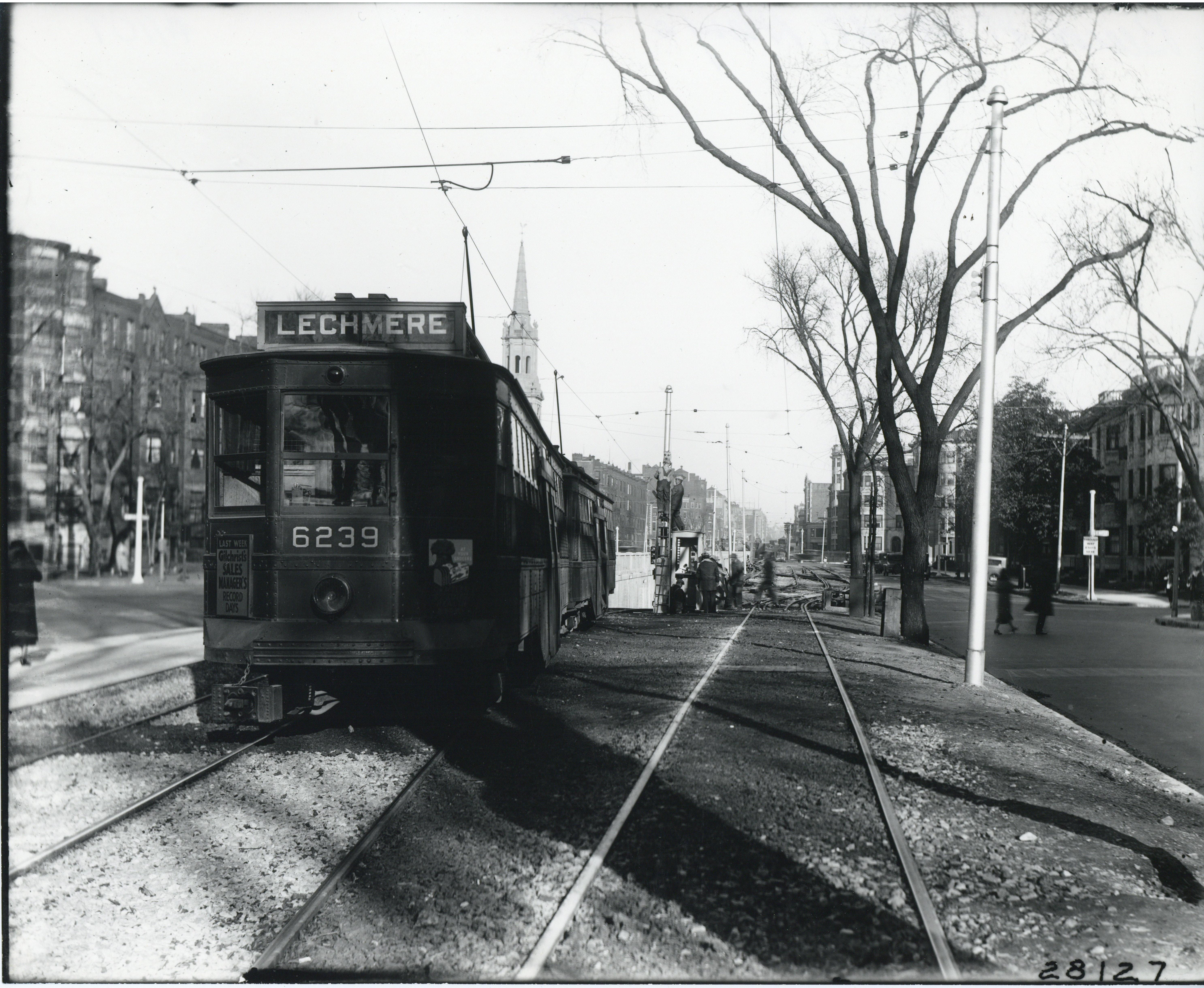
入城方向列车正驶入新建成的圣玛丽街隧道入口（1932年）

圣玛丽街是C支线出城方向离开隧道后的第一站。1932年圣玛丽街隧道入口建成前，所有有轨电车在肯莫尔站入口进入隧道。2002年轻轨无障碍环境改善工程将圣玛丽街站改造成无障碍车站。

## 车站结构
| G 街道/站台层 | 侧式站台，右侧开门 | 侧式站台，右侧开门          |
| G 街道/站台层 | 出城               | 往克利夫兰环岛 （霍伊斯街） |
| G 街道/站台层 | 入城               | 往波士顿北站 （肯莫尔）     |
| G 街道/站台层 | 侧式站台，右侧开门 |                             |